# جفری‌دیوید فاهی
جفری دیوید "جف" فاهی (به انگلیسی: Jeffrey David "Jeff" Fahey) (زاده ۲۹ نوامبر ۱۹۵۲) یک بازیگر سینما و تلویزیون آمریکایی است.
او بیشتر بخاطر ایفای نقش کاپیتان فرانک لاپیدوس در مجموعه تلویزیونی لاست که محصول شبکه ای‌بی‌سی آمریکا بود شناخته میشود.
از فیلم‌های معروف او می‌توان به بازی در سیلورادو، وایت ایرپ، مرد چمن‌زن، اصرار، روانی ۳، ترافیک پوست، خواب‌آور، اسلحه‌ها، دختران و قمار و مارپیچ آهن اشاره کرد.